# Gérard Doré
Pour les articles homonymes, voir Doré.
Gérard Doré (né le 29 août 1927 et mort le 23 juillet 1944) est un soldat canadien mort durant la bataille de Normandie. Il est considéré comme le plus jeune soldat Allié décédé sur le front de l'Ouest pendant la Seconde Guerre mondiale, à 16 ans et 11 mois. 
Né le 29 août 1927 à Val-Jalbert, au Québec, il était déterminé à s'engager. À 15 ans, il quitte le foyer familial et s'engage le 3 avril 1943 dans l'Artillerie royale canadienne en trichant sur son âge indiquant être né le 29 août 1924 ce que son physique lui permet de faire croire. Il manifeste une envie d'aller combattre et de conduire un char du Corps blindé canadien.
Il sert d'abord comme artilleur dans l'Artillerie royale canadienne. Au début d'octobre 1943, il est rattaché au Corps blindé, à Camp Borden mais les responsables du camp recommandent qu'il soit rattaché à une unité d'infanterie francophone, plutôt qu'au Corps blindé. En novembre, il se trouve à Valcartier, où il assure des tâches administratives mais en avril il est envoyé à Debert en Nouvelle-Écosse. Il embarque pour la Grande-Bretagne le 1er mai 1944 où il est incorporé aux Fusiliers Mont-Royal. Le 8 juillet, son régiment débarque en Normandie pour être affecté immédiatement au front. Gérard Doré sert dans la compagnie D du régiment et est tué au combat à la bataille de la crête de Verrières, le dimanche 23 juillet 1944, un mois avant son 17e anniversaire. 
Il est enterré dans le cimetière militaire canadien de Bretteville-sur-Laize, près de Cintheaux, en Normandie.